# Dekanat Wysokie Mazowieckie
Dekanat Wysokie Mazowieckie – jeden z 24 dekanatów rzymskokatolickich w diecezji łomżyńskiej.

## Parafie
W skład dekanatu wchodzi 6 parafii:
- parafia św. Stanisława w Dąbrowie Wielkiej
- parafia św. Michała Archanioła w Jabłonce Kościelnej
- parafia św. Apostołów Piotra i Pawła w Jabłoni Kościelnej
- parafia św. Bartłomieja Apostoła w Kuleszach Kościelnych
- parafia św. Apostołów Piotra i Pawła w Wysokiem Mazowieckiem
- parafia św. Jana Chrzciciela w Wysokiem Mazowieckiem.

## Sąsiednie dekanaty
Czyżew, Kobylin, Łapy, Szepietowo, Zambrów